# منتخب سوريا تحت 23 سنة لكرة القدم
منتخب سوريا الوطني تحت 23 عاما لكرة القدم، والمعروف أيضا باسم (المنتخب الأولمبي السوري)، هو الفريق الذي يمثل سوريا في مسابقات كرة القدم الدولية في دورة الألعاب الأولمبية ودورة الألعاب الآسيوية، وغيرها من بطولات كرة القدم الدولية الأخرى. ويتم إدارته من قبل الاتحاد العربي السوري لكرة القدم واللجنة الأولمبية السورية.العب انس وسلطان تمنى لكم التوفيق